# 光滑柳叶菜
光滑柳叶菜（学名：Epilobium amurense sp. cephalostigma）为柳叶菜科柳叶菜属下的一个亚种。